# 查理·韋伯
查理·韋伯（英語：Charlie Weber，1978年9月20日—），美國演員和前模特。在2014年，韋伯開始在ABC電視劇《逍遙法外》中飾演Frank Delfino角色。他出生在密蘇里州傑佛遜城。